# ゼルギウス・ゴロウィン

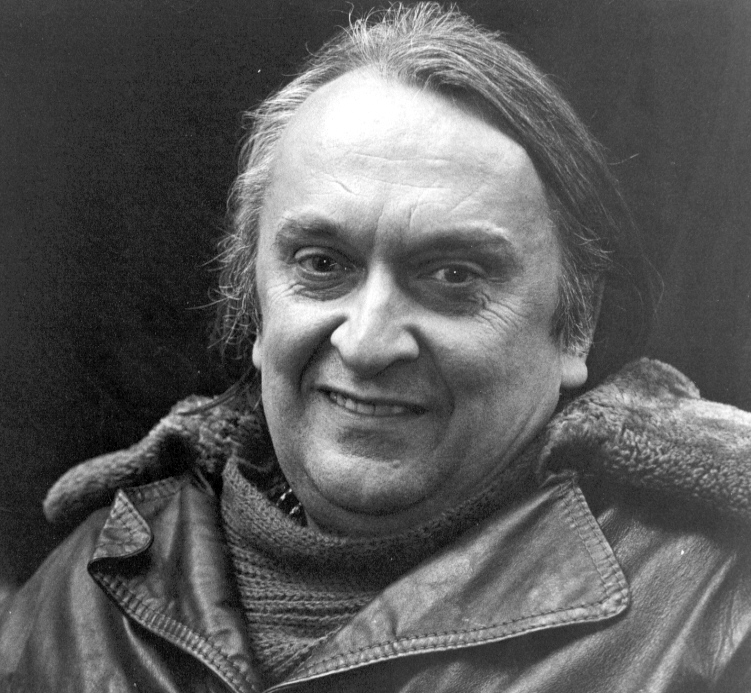
Sergius Golowin

ゼルギウス・ゴロウィン（Sergius Golowin、1930年1月31日、チェコ共和国プラハ - 2006年7月17日、スイス・ベルン）は、ベルンの作家、神話研究者、司書、レコーディング・アーティスト、時事評論家であった。

## 略歴
ゼルギウス・ゴロウィンは1930年にチェコスロバキア（現在のチェコ共和国）のプラハで生まれた。1933年、彼と母親で詩人のアラ・フォン・シュタイガーはスイスに移住し、彫刻家でロシア人の父親は家族と離れてパリで暮らしていた。
ゴロウィンは学校を卒業した後、「Berner Stadt- und Universitätsbibliothek」（文字通り「ベルン市と大学の図書館」）の図書館助手となった。彼は「ユーゲントビューガング (Jugendbewegung、ドイツの青年組織)」に参加した。1950年代には、ベルンのサブカルチャー・ディスカッション・サークルの1つである「Tägel-Leist」に参加。1957年から1968年まで、ブルクドルフにてアーキビストとして働いた。1971年から1981年までは、スイスの地方自治体で、独立国民同盟 (Landesring der Unabhängigen、「LdU」。ゴットリーブ・ダットワイラーらによって設立された）の党員を務めた。自身のLdUのオフィスにおいて、ゴロウィンは若者文化の擁護者となり、数多くの環境問題の解決に取り組んだ。その後、ベルン近郊に住むフリーの作家となった。
ゼルギウス・ゴロウィンは、主に民間伝承と秘教についての多数の本と記事を書いた。民俗学とカウンターカルチャーの探求における業績により、1974年にスイス・シラー基金賞を受賞している。
ゴロウィンは多くの著名人たちやイベントにおける同時代人であった。ティモシー・リアリーがスイスに亡命している間、彼はリアリーに援助を提供した。ゴロウィンはフリードリヒ・デュレンマットの友人であり、H・R・ギーガーによって肖像を描かれた。ゴロウィンは、ポロ・ホーファーが率いた伝説的なベルンのバンド「Rumpelstilz」による最初のパフォーマンスに参加し、バンドはゴロウィンの選挙運動のために演奏した。ゴロウィンは、スイス・ヘルズ・エンジェルスの創設者であるMartin "Tino" Schippertの知り合いであった。
1973年、ゴロウィンはクラウス・シュルツェ、ベルント・ヴィットゥーザー&ヴァルター・ヴェストルップ、ヨルグ・ミエルケ、ヴァレンシュタインのユルゲン・ドラゼとジェリー・ベルカースと組んで、アルバム『Lord Krishna Von Goloka』をレコーディングした。このかなり実験的でとても人気のあるアルバムは、電子楽器とアコースティックギターによる即興を受けてゴロウィンが唱えた曲をフィーチャーしており、多くの人がコズミック・クラウトロックの古典的な代表例であると考えている。

## ディスコグラフィ

### ソロ・アルバム
- Lord Krishna Von Goloka (1973年、オール)